# Родни, Джордж Бриджес
Джордж Бри́джес Ро́дни (Родней), 1-й барон Родни (англ. George Brydges Rodney, 1st Baron Rodney; 13 февраля 1719 — 24 мая 1792, Лондон) — британский адмирал (1778).

## Биография
Начал службу на флоте в 1732 году. В 1739 году произведён в лейтенанты.
Участник в войны за австрийское наследство. В начале 1742 года принимал участие в экспедиции британского флота для уничтожения испанской базы в Вентемильи в Италии. За успешные действия во время экспедиции получил чин пост-капитана.
Во время Якобитского восстания 1745—1746 годов участвовал в блокаде Шотландии.
В 1746 году назначен капитаном 60-пушечного линейного корабля «Орёл». 24 мая взял испанский 16-пушечный привантир. Затем захватил на Ла-Манше до 48 французских торговых судов.
25 октября 1747 года, под командованием адмирала Хоука, участвовал в сражении у мыса Финистерре.
В 1749 год — коммодор-губернатор Ньюфаундленда.
В 1751—1754 годах — депутат парламента от округа Салташ.
В начале Семилетней войны командовал линейными кораблями «Орёл» и «Дублин» (с 1757 года). В сентябре 1757 года участвовал неудачном для англичан рейде на Рошфор.
8 июня — 26 июля 1758 года, под командованием Боскауэна, участвовал в осаде и взятии Луисбурга в Новой Шотландии.
19 мая 1759 года произведён в контр-адмиралы. 3—5 июля, командуя эскадрой из 5 линейных кораблей, 5 фрегатов, шлюпа и 6 бомбардирских кораблей, уничтожил французские транспортные суда в Гавре. Эта победа Родни, вместе с победами Боскауэна при Лагуше и Хоука в бухте Киберон, способствовала срыву французских планов по вторжению на Британские острова.
В 1762 году захватил большинство французских владений в Вест-Индии, в том числе Мартинику, Гренаду и Сент-Люсию. В 1763 году произведён в вице-адмиралы.
В 1759—1761 годах — депутат парламента от округа Окхэмптон. В 1761—1768 годах — от округа Пенрин.
22 января 1764 года Родни дарован титул баронета.
В 1765—1770 годах — начальник Гринвичского госпиталя.
В 1769—1774 годах — депутат парламента от округа Нортгемптон.
В 1771—1774 годах — начальник морской станции на Ямайке.
С 17 августа 1771 года занимал почётную должность контр-адмирала Великобритании.
Во время войны за независимость США командовал эскадрой. 8 и 16 января 1780 года нанёс поражения испанскому флоту при мысе Финистерре и мысе Сан-Висенти, чем облегчил положение осаждённого Гибралтара.
12 апреля 1782 года разгромил французскую эскадру в Доминикском сражении, сорвав французские планы по захвату Ямайки. В этом сражении, впервые в истории западноевропейского военно-морского искусства, Родни отошёл от канонов линейной тактики и успешно применил рекомендацию о необходимости манёвра в морском бою — осуществил прорыв неприятельского строя с последующей атакой части его эскадры превосходящими силами.
В 1780—1782 годах — депутат парламента от округа Вестминстер.
С 6 ноября 1781 года занимал почётную должность вице-адмирала Великобритании.
19 июня 1782 года Родни дарован титул барона и пэрское достоинство Великобритании.
В честь Родни в XVIII—XX веках названо семь кораблей британского флота и округ региона Окленд в Новой Зеландии.